# Pulsformung
Die Pulsformung (englisch pulse shaping) ist ein Verfahren in der Nachrichtentechnik, bei dem die Impulsantwort der für eine Übertragung benutzten Symbole an den Kanal angepasst wird.
Die Pulsformung wird mit Pulsformungsfiltern realisiert. Dabei kann es sich beispielsweise um analoge Filterschaltungen handeln oder aber auch um digitale Filter, mit denen nahezu beliebige Impulsantworten geformt werden können. Bei der Auswahl des Filters für einen gegebenen Kanal versucht man typischerweise, einen Kompromiss zwischen Übertragungsrate und der dazu benötigten Bandbreite zu finden. Praktisch erstrebenswert ist es folglich, ein Filter (d. h. eine Impulsantwort) zu finden, mit der bei gegebenem Kanal die größte Übertragungsrate erzielt werden kann. Man erreicht das, indem der Filter die wertdiskrete Symbolfolge des Senders in ein Signal mit möglichst geringem Symbolübersprechen umformt. Der Grund für das Symbolübersprechen ist eine nicht ideale Synchronisation sowie der Wechsel zwischen den Symbolen. Sobald das Signal bandbegrenzt ist, ergibt sich ein unendliches Zeitsignal und umgekehrt. Der Grund dafür sind Fourierkorrespondenzen. Für sinc-artige Pulse gibt es kein Übersprechen, falls benachbarte Symbole perfekt nebeneinander liegen (erste Nyquist-Bedingung). Dies allerdings erfordert eine sehr gute Synchronisation ohne Jitter. Praktisch wird das Übersprechen mit dem Augendiagramm gemessen. Falls andererseits das Pulsformungsfilter ein Rechteck wäre (so wie dies oft gezeichnet wird), ergäbe sich ein unendliches Spektrum. Es gilt also einen Kompromiss zwischen spektralem und zeitlichem Übersprechen sowie der Synchronisierbarkeit zwischen Sender und Empfänger zu finden. Neben der Bandbreite können andere Beschränkungen des Kanals mit geeigneten Filtern ausgereizt werden, etwa Echos bei Funkkanälen.
Es gibt eine Reihe etablierter Verfahren zum Designen der Pulse. Zu beachten ist immer die Kausalitätsbeziehung, d. h. die Pulse haben immer einen Startpunkt von dem aus sie sich ausbreiten. Dies führt zu einem analytischen Signal, bei dem Real und Imaginärteil mit Hilfe der Hilberttransformation verknüpft werden, was zu einem rein positiven Spektrum führt.
Innerhalb der Signalverarbeitung wird die Pulsformung üblicherweise nach der Leitungscodierung und vor der Modulation vorgenommen.

## Beispiel

Rechtecksignal in rot und verschliffene Flanken hinter einem Tiefpass in schwarz

Die maximale Übertragungsrate für ein wert- und zeitdiskretes (also ein digitales) Signal erreicht man gänzlich ohne Signalformung. Das bedeutet, auf dem Kanal wird eine Folge von rechteckigen Impulsen übertragen, etwa ein Rechtecksignal. Zwischen den diskreten Stufen des Signales befinden sich dann allerdings unendlich steile Übergänge, da von einer Stufe ohne Zeitverzug zur nächsten Stufe gewechselt wird. Diese unendlich steilen Übergänge bedeuten aber auch, dass das Signal unendlich viel Bandbreite belegt. Je weniger Bandbreite der Kanal zur Verfügung stellt, desto mehr verschleifen die Übergänge – die Flankensteilheit des Signals sinkt und das Symbolübersprechen nimmt zu.
Viele elektronische Kanäle besitzen Tiefpasscharakteristik, sind also bandbreitenbeschränkt. Ein Rechtecksignal von (relativ) geringer Frequenz kann einen solchen Kanal gut passieren, während sich das Signal mit steigender Frequenz immer mehr einer Gleichspannung annähert. Das Symbolübersprechen ist dann maximal, denn die Symbole können nicht mehr unterschieden werden.
Beispiele für Pulsformungsfilter sind das Raised-Cosine-Filter, Root-Raised-Cosine-Filter und das Gauß-Filter.